# سلیوک
سلیوک (به بلغاری: Slivek) یک منطقهٔ مسکونی در بلغارستان است که در شهرستان لووچ واقع شده‌است.